# Mordellistena doherty
Mordellistena doherty es una especie de coleóptero de la familia Mordellidae.

## Distribución geográfica
Habita en Malaca (Malasia).